# Cratoplastis
Cratoplastis is een geslacht van vlinders van de familie spinneruilen (Erebidae), uit de onderfamilie Arctiinae.

## Soorten
- C. barrosi d'Almeida, 1968
- C. catherinae Rothschild, 1916
- C. diluta Felder, 1874
- C. rectiradia Hampson, 1901